# 三峰温泉
三峰温泉（みつみねおんせん）は、岐阜県可児市大森にある温泉である。

## 泉質
- アルカリ性単純温泉
  - 泉温　28℃
- 源泉温度が低いため、加温・循環濾過方式にしている。

## 温泉地
可児市街地から少し離れた森林地帯に日帰り温泉施設「天然温泉　三峰」が1軒存在するのみで、宿泊施設は存在しない。
日帰り温泉施設の外観は、旅館のような造りとなっている。

### 料金
- 大人　750円（平日）、850円（土日祝）
- 子供　380円（平日）、480円（土日祝）

## 歴史
2005年（平成17年）に開業。2012年（平成24年）にリニューアルオープンした。

## アクセス
- 名古屋鉄道名鉄広見線・新可児駅より東鉄バスで10分。「細鎌」バス停下車。

- 東海環状自動車道可児御嵩ICより車で10分。
- 中央自動車道多治見ICより国道248号経由、車で20分。